# 21-es busz (Miskolc)
A miskolci 21-es jelzésű autóbusz a Tiszai pályaudvar, a Kilián városrész, és Berekalja kapcsolatát látja el.
Egyes járatok igény esetén érintik a Szondi György utca megállóhelyet os. A Tiszai pályaudvarról 14:10-kor induló járat munkanapokon a Szondi György utca megállóhely érintésével közlekedik. Munkaszüneti napokon igény esetén mindegyik 21-es járat biztosítja a Szondi György utca elérhetőségét. A járat párszor betér a Lidl áruházhoz is.
A két állomás közti távot odafelé 35, visszafelé 33 perc alatt teszi meg, ezzel az egyik leghosszabb menetidejű járat.
2019 szeptembere óta a vonalon csak szóló autóbuszok közlekednek. (Akárcsak a 21B-s, majd 2020. január 2-tól a 101B-s járaton.)
A 2021. június 7-től érvényes menetrendi változás szerint hajnali 4 órakor Majális-parktól közlekedik Berekalja érintésével Kandó Kálmán utca felé, ahonnan a Tiszai pályaudvarig közlekedik tovább, majd onnan megy tovább a Szondi György utca végállomásig.
2023. október 14-től meghosszabbított útvonalon, Berekalja végállomásig közlekedik, a továbbiakban nem érinti az Irinyi János utca megállóhelyet.
2025. június 21-től a Szondi György utcáig közlekedik tovább a Tiszai pályaudvar érintése után.

## Története
- ? – 1974. március 1.: Marx tér – Tiszai pályaudvar
- 1974. március 2. – 1976. március 2.: Tiszai pályaudvar – Tatárdomb
- 1976. március 2. – 1977.: Tiszai pályaudvar – Iván utca
- 1977 – 2006. december 31.: Tiszai pályaudvar – Kandó Kálmán utca
- 2007. január 1. – 2010.: Szondi György utca – Újgyőri főtér
- 2010. március 1. – 2012. február 29.: Szondi György utca – Kandó Kálmán utca (2011. szeptember 1-jétől az Ernye bán utca megállóhelyen is megállt.)
- 2012. március 1-től – 2023. október 13.: Tiszai pályaudvar – Kandó Kálmán utca (A 2007 év előtti útvonallal ellentétben az Üveggyár megállóhely érintésével közlekedik.)
- 2023. október 14-től: Tiszai pályaudvar – Kandó Kálmán utca - Berekalja

## Követési ideje
Hétköznap csúcsidőben 30, völgyidőben
60 percenként közlekedik. Hétvégén egész nap óránként közlekedik

## Útvonala
| Tiszai pályaudvar – Kandó Kálmán utca | Kandó Kálmán utca – Tiszai pályaudvar |
| --- | --- |
| - Tiszai pályaudvar - Baross Gábor utca - Bajcsy-Zsilinszky utca - Soltész Nagy Kálmán utca - Vörösmarty Mihály utca - Uitz Béla utca - Rákóczi Ferenc utca - Petőfi Sándor utca - Geró János utca - Nagyváthy János utca - Avasalja utca - Gyár utca - Szövő utca - Tímár malom utca - Kiss Ernő utca - Vasgyári út - Újgyőri főtér - Andrássy út - Harmadik utca - Fürdő utca - Ógyár tér - Gózon Lajos utca - Muhi utca - Lórántffy Zsuzsanna utca - Könyves Kálmán utca - Kandó Kálmán utca - Kiss tábornok út - Árpád út - Hegyalja utca - Kökény utca - Endrődi Sándor utca - Havas utca - Fényesvölgyi utca - Berekalja | - Berekalja - Eper utca - Erdő utca - Móra Ferenc utca - Kökény utca - Árpád út - Kiss tábornok út - Kandó Kálmán utca - Könyves Kálmán utca - Lórántffy Zsuzsanna utca - Muhi utca - Mexikóvölgy utca - Gózon Lajos utca - Ógyár tér - Fürdő utca - Harmadik utca - Első utca - Vasgyári út - Kiss Ernő utca - Tímár malom utca - Szövő utca - Gyár utca - Avasalja utca - Nagyváthy János utca - Meggyesalja utca - Rákóczi Ferenc utca - Uitz Béla utca - Vörösmarty Mihály utca - Soltész Nagy Kálmán utca - Bajcsy-Zsilinszky utca - Baross Gábor utca - Tiszai pályaudvar |

## Megállóhelyei
| 0  | Tiszai pályaudvar     | 44 | 1, 3, 3A, 8, 30, 31, 101B 1, 1A, 2 Hatvan–Sátoraljaújhely Miskolc–Hidasnémeti Miskolc–Bánréve–Ózd Miskolc–Tornanádaska |
| 1  | Selyemrét             | 42 | 1, 3, 7, 30, 31, Auchan 1 1, 1A, 2                                                                                     |
| 4  | Vízügyi Igazgatóság   | 39 | 3A, 4, 30, 31, 101B, Auchan 1                                                                                          |
| 5  | Vörösmarty városrész  | 38 | 3A, 24, 32, 45, Auchan 1                                                                                               |
| 6  | Szemere utca          | 36 | 12, 14, 20, 20A20B, 28, 34, 35, 36, 43, 44, Auchan 1                                                                   |
| 8  | Erzsébet tér          | 35 | |
| 9  | Teleki utca           | 34 | |
| 11 | Nagyváthy utca        | 33 | |
| 12 | Avasalja utca         | 32 | 29, 39 |
| 13 | Damjanich utca        | 31 | |
| 14 | Szövő utca            | 30 | |
| 16 | Üveggyár              | 29 | |
| 17 | Tímár malom utca      | 27 | |
| 19 | Kiss Ernő utca        | 26 | |
| ∫  | Vasgyári út           | 24 | 9, 19, 29, 68 |
| 22 | Újgyőri főtér         | 23 | 1, 6, 9, 16, 19, 29, 39, 54, 68, 101B 1, 1A, 2                                                                         |
| 25 | Vasgyár               | 20 | 9, 19, 29, 39, 68, 101B 2                                                                                              |
| 27 | Vasgyári temető       | 18 | 9, 19, 29, 39, 68, 101B                                                                                                |
| 28 | Bolyai Farkas utca    | 17 | 9, 68, 101B |
| 30 | Tatárdomb             | 15 | 9, 68, 101B |
| 31 | Üllő utca             | ∫  | 9, 101B |
| 32 | Kenyérgyár            | 14 | 101B |
| 34 | Könyves Kálmán utca   | 12 | 101B |
| 35 | Kandó Kálmán utca     | 10 | 101B |
| 36 | LAEV kisvasút         | 9  | 1, 53, 54, 101B 1 |
| 38 | Táncsics tér          | 7  | 1, 53, 54, 101B |
| 39 | Diósgyőr városközpont | 6  | 1, 53, 54, 101B 1 |
| 41 | Alsó Majláth          | 5  | 1, 53, 54, 101B 1 |
| 43 | Felső Majláth         | ∫  | 1, 5, 15, 53, 54, 101B, ZOO 1                                                                                          |
| 45 | Felső Majláth         | ∫  | 1, 53, 54, 101B 1 |
| 47 | Móra Ferenc utca      | 3  | 101B |
| 48 | Endrődi Sándor utca   | ∫  | 101B |
| 49 | Fényesvölgyi utca     | ∫  | 101B |
| ∫  | Erdő utca             | 2  | 101B |
| ∫  | Eper utca             | 1  | 101B |
| 50 | Berekalja             | 0  | 101B |